# 汤本站

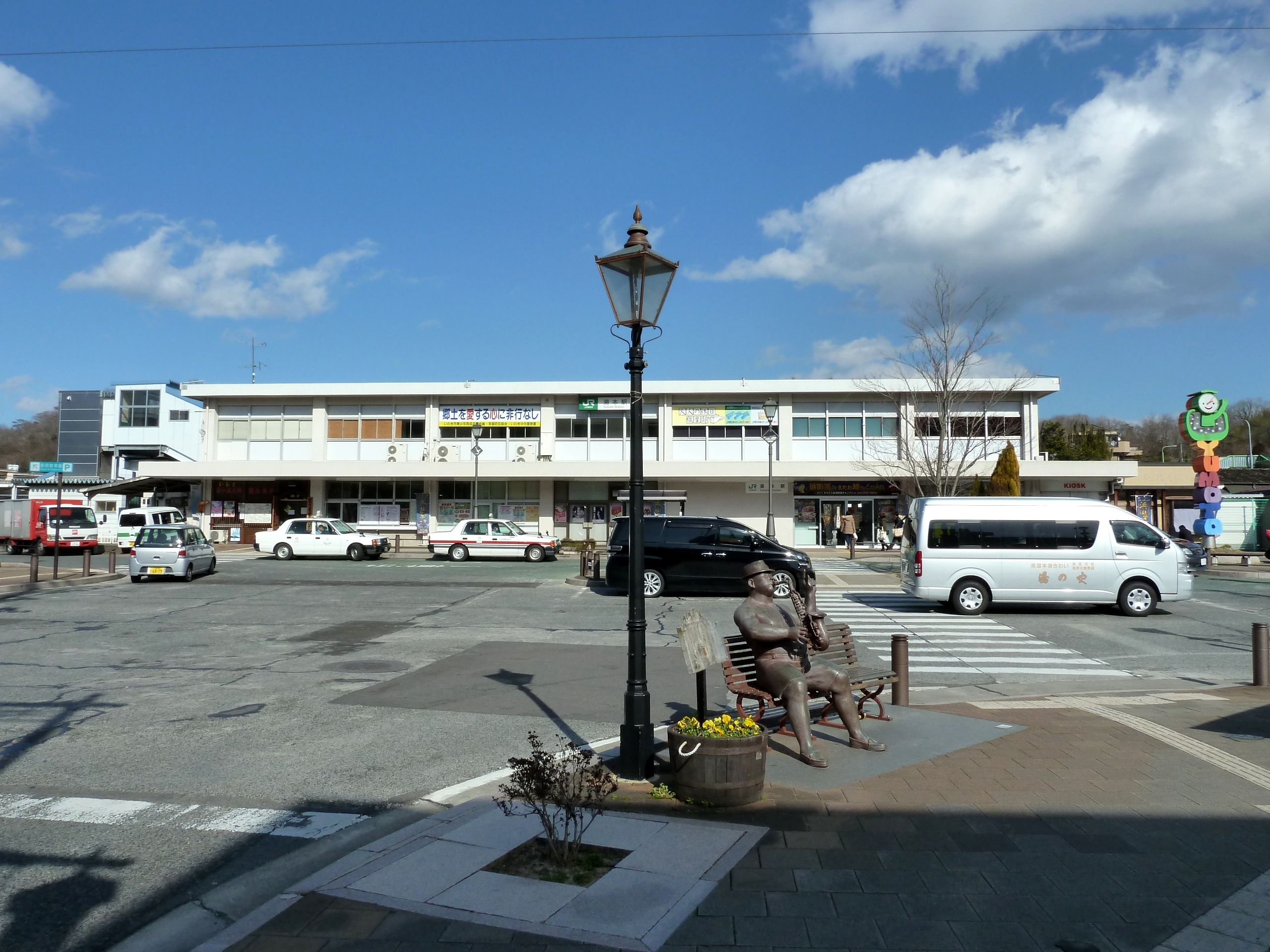
旧站房（2011年3月）

汤本站（日语：／ Yumoto eki */?）位于日本福岛县磐城市常磐湯本町，是东日本旅客铁道（JR東日本）管辖的常磐线上的鐵路車站。

## 历史
- 1897年2月25日 - 作为日本铁道的綴站投入运营。
- 1903年11月1日 - 日本铁道国有化。
- 1967年3月 -第四代站房改建。
- 1987年4月1日 - 国铁分割民营化后成为JR东日本车站。
- 2004年10月6日 - 发车音乐使用《肥皂泡》。
- 2005年3月21日：开始使用自动检票闸机。
- 2006年4月1日 - 日本货物铁道在本站停止办理货运业务。
- 2009年3月14日 - 随着东京近郊区间扩大，开始支持使用Suica。
- 2015年3月29日：站房改建工程竣工后重新投入运营[2]。
- 2018年4月1日：业务委托化。

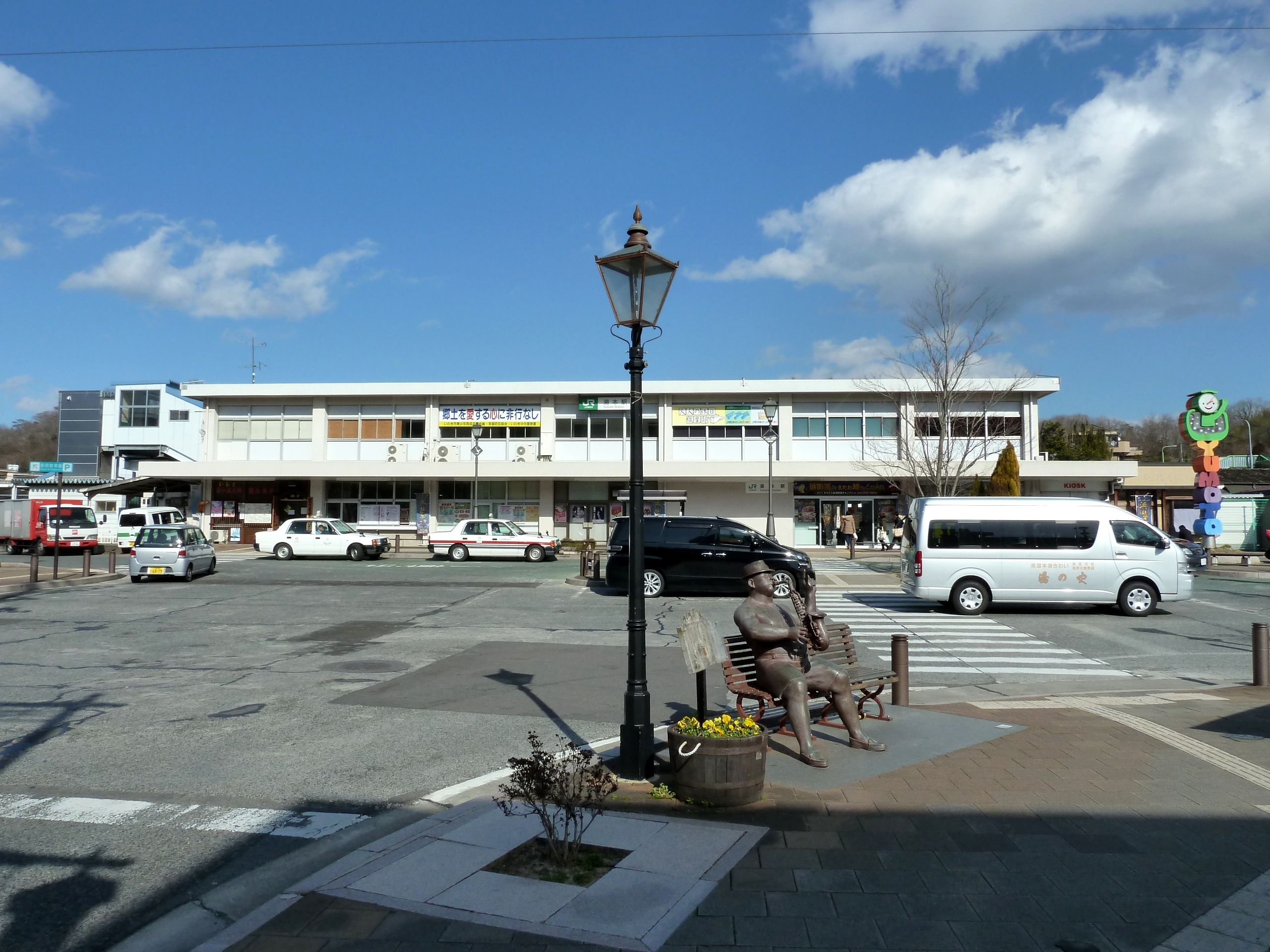
旧站房（2011年3月）

## 车站结构
侧式站台1台1线与岛式站台1台2线构成的地上车站。下行线站台上有足汤和手汤。站台间通过跨线桥连接。
JR东日本综合服务管理的业务委托站。站内设有绿色窗口（营业时间 6:30 - 17:30）、Suica闸机、指定席自动售票机。

### 站台配置
| 站台 | 路线                    | 方向 | 目的地         |
| ---- | ----------------------- | ---- | -------------- |
| 1    | ■常磐线 □特急常陆、常磐 | 下行 | 磐城方向       |
| 2    | ■常磐线 □特急常陆、常磐 | 上行 | 水户、土浦方向 |
| 3    | ■常磐線                 | 上行 | 水户、土浦方向 |

（來源：JR東日本:車站構內圖 （页面存档备份，存于））

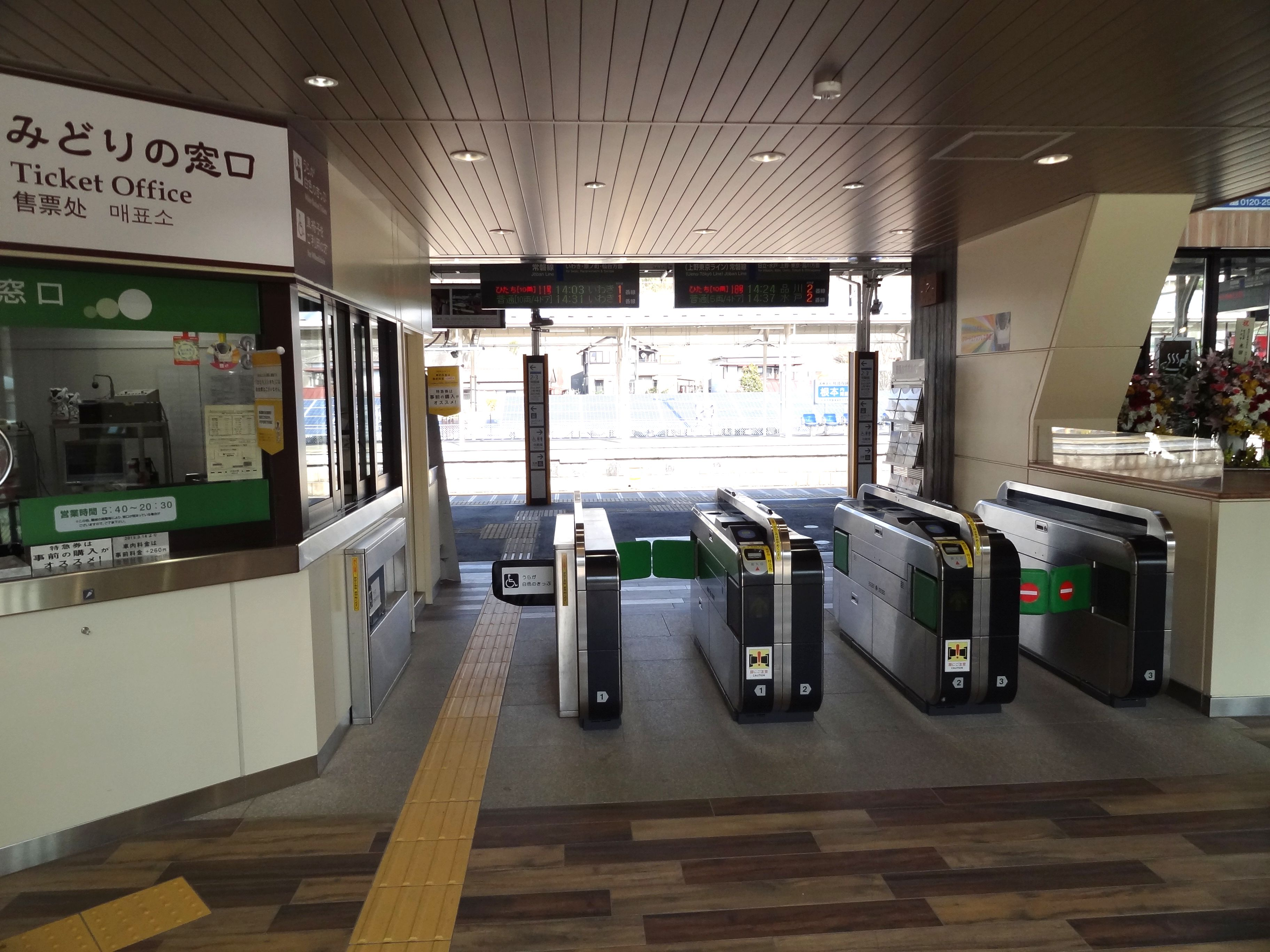
检票口附近（2015年3月）
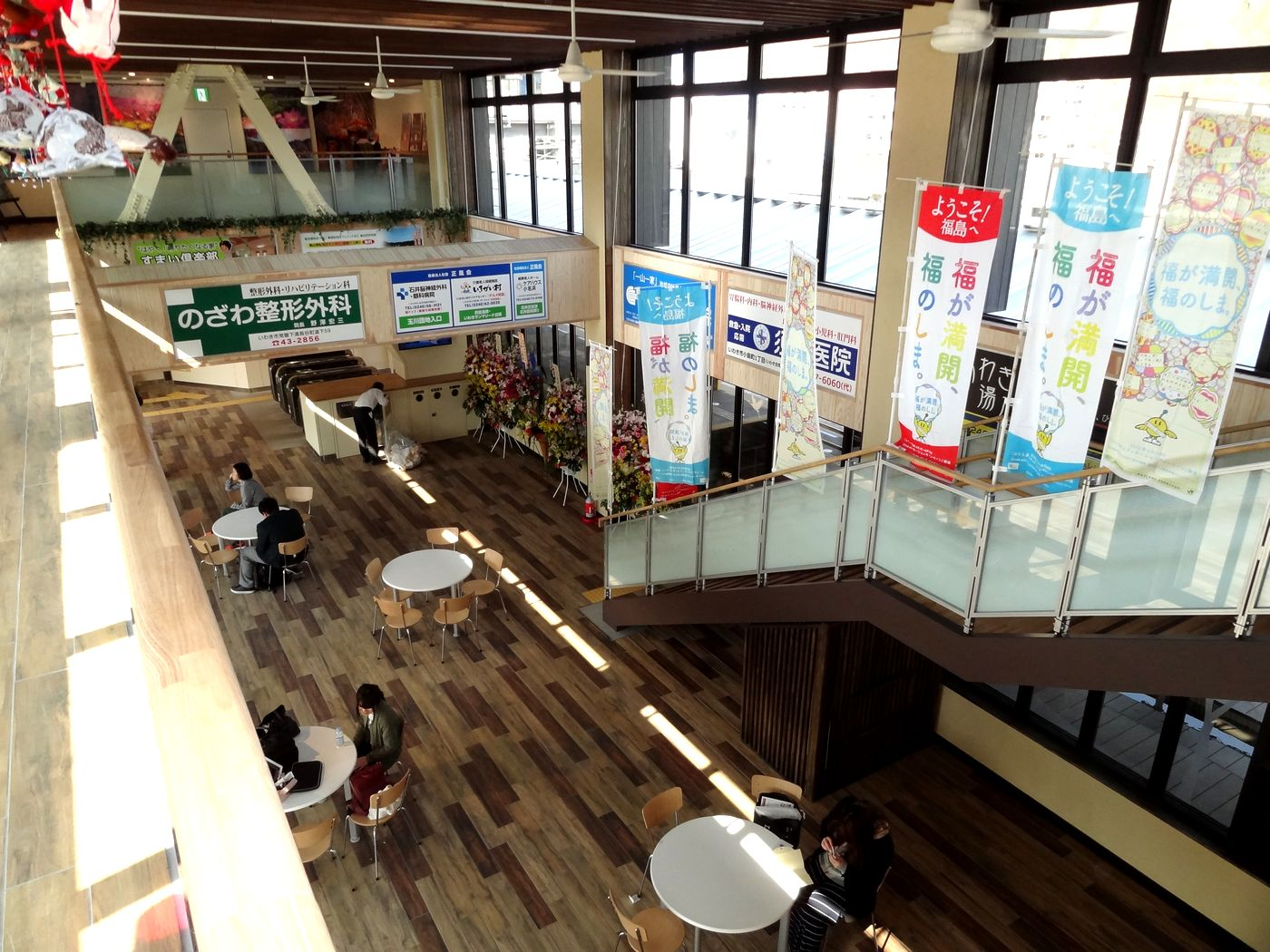
站房内（2015年3月）

## 使用情況
根據JR東日本，2018年度（平成30年度）1日平均上車人次為2,021人。
近年的推移如下表。
| 上車人次推移       | 上車人次推移     | 上車人次推移    |
| 年度               | 1日平均 上車人次 | 來源            |
| ------------------ | ---------------- | --------------- |
| 2000年（平成12年） | 3,277            | [ 利用客数 2 ]  |
| 2001年（平成13年） | 3,125            | [ 利用客数 3 ]  |
| 2002年（平成14年） | 2,873            | [ 利用客数 4 ]  |
| 2003年（平成15年） | 2,728            | [ 利用客数 5 ]  |
| 2004年（平成16年） | 2,549            | [ 利用客数 6 ]  |
| 2005年（平成17年） | 2,384            | [ 利用客数 7 ]  |
| 2006年（平成18年） | 2,384            | [ 利用客数 8 ]  |
| 2007年（平成19年） | 2,351            | [ 利用客数 9 ]  |
| 2008年（平成20年） | 2,272            | [ 利用客数 10 ] |
| 2009年（平成21年） | 2,145            | [ 利用客数 11 ] |
| 2010年（平成22年） | 2,002            | [ 利用客数 12 ] |
| 2011年（平成23年） | 1,659            | [ 利用客数 13 ] |
| 2012年（平成24年） | 2,075            | [ 利用客数 14 ] |
| 2013年（平成25年） | 2,139            | [ 利用客数 15 ] |
| 2014年（平成26年） | 2,106            | [ 利用客数 16 ] |
| 2015年（平成27年） | 2,228            | [ 利用客数 17 ] |
| 2016年（平成28年） | 2,167            | [ 利用客数 18 ] |
| 2017年（平成29年） | 2,115            | [ 利用客数 19 ] |
| 2018年（平成30年） | 2,021            | [ 利用客数 1 ]  |

## 相鄰車站
東日本旅客鐵道（JR東日本）
■常磐线
特急列车“常陸”、“常盤”停车站。
泉－湯本－內鄉

### 使用情况
1. 1 2  . 東日本旅客鉄道.   [2019-07-12]. （原始内容存档于2019-07-05）.
2. ↑  . 東日本旅客鉄道.   [2019-03-05]. （原始内容存档于2019-03-28）.
3. ↑  . 東日本旅客鉄道.   [2019-03-05]. （原始内容存档于2019-03-28）.
4. ↑  . 東日本旅客鉄道.   [2019-03-05]. （原始内容存档于2019-03-28）.
5. ↑  . 東日本旅客鉄道.   [2019-03-05]. （原始内容存档于2019-03-28）.
6. ↑  . 東日本旅客鉄道.   [2019-03-05]. （原始内容存档于2019-03-28）.
7. ↑  . 東日本旅客鉄道.   [2019-03-05]. （原始内容存档于2019-03-28）.
8. ↑  . 東日本旅客鉄道.   [2019-03-05]. （原始内容存档于2019-03-28）.
9. ↑  . 東日本旅客鉄道.   [2019-03-05]. （原始内容存档于2019-03-28）.
10. ↑  . 東日本旅客鉄道.   [2019-03-05]. （原始内容存档于2019-03-28）.
11. ↑  . 東日本旅客鉄道.   [2019-03-05]. （原始内容存档于2019-03-28）.
12. ↑  . 東日本旅客鉄道.   [2019-03-05]. （原始内容存档于2019-03-27）.
13. ↑  . 東日本旅客鉄道.   [2019-03-05]. （原始内容存档于2019-03-27）.
14. ↑  . 東日本旅客鉄道.   [2019-03-05]. （原始内容存档于2018-10-26）.
15. ↑  . 東日本旅客鉄道.   [2019-03-05]. （原始内容存档于2016-04-04）.
16. ↑  . 東日本旅客鉄道.   [2019-03-05]. （原始内容存档于2019-03-22）.
17. ↑  . 東日本旅客鉄道.   [2019-03-05]. （原始内容存档于2019-03-22）.
18. ↑  . 東日本旅客鉄道.   [2019-03-05]. （原始内容存档于2019-03-22）.
19. ↑  . 東日本旅客鉄道.   [2018-07-06]. （原始内容存档于2019-03-22）.

## 外部連結
- 車站資訊（湯本）：東日本旅客鐵道